# Iordanovca, Basarabeasca
Iordanovca este un sat din raionul Basarabeasca, Republica Moldova.

## Demografie
<div class="transborder" style="position:absolute;width:100px;line-height:0;
<div class="transborder" style="position:absolute;width:100px;line-height:0;
<div class="transborder" style="position:absolute;width:100px;line-height:0;
<div class="transborder" style="position:absolute;width:100px;line-height:0;
Structură etnică
     moldoveni (98,06%)
     ruși (0,65%)
     găgăuzi (0,43%)
     bulgari (0,54%)
     români (0,11%)
     alte etnii / nedeclarată (0,21%)
Conform datelor recensământului din 2004, populația satului este de 930 locuitori, dintre care 455 (48,92%) bărbați și 475 (51,08%) femei. Structura etnică a populației în cadrul satului arată astfel:
- moldoveni — 912;
- ruși — 6;
- găgăuzi — 4;
- bulgari — 5;
- români — 1;
- altele / nedeclarată — 2.

## Administrație și politică
Componența Consiliului local Iordanovca (9 consilieri), ales la 5 noiembrie 2023, este următoarea:
|  | Partid                                        | Consilieri | Componență | Componență | Componență | Componență | Componență | Componență |
|  | --------------------------------------------- | ---------- | ---------- | ---------- | ---------- | ---------- | ---------- | ---------- |
|  | Partidul Acțiune și Solidaritate              | 6          |            |            |            |            |            |            |
|  | Partidul Dezvoltării și Consolidării Moldovei | 3          |            |            |            |            |            |            |